# Pal Arinsal
Pour les villages, voir Pal (Andorre) et Arinsal.
Pal Arinsal, dénommé parfois Vallnord - Pal Arinsal entre 2004 et 2022, est une station de sports d'hiver des Pyrénées située sur le territoire de la paroisse de La Massana, en Andorre.

## Géographie
La station est localisée dans la paroisse de La Massana est composé de deux secteurs :
- Secteur Pal, situé sur le territoire du village de Pal;
- Secteur Arinsal, situé sur le territoire du village d'Arinsal.

Le cœur de la station de Pal est située à 1 900 m en hauteur du village de Pal situé à 1 550 m. Elle est accessible depuis La Massana et Pal par la CG-4 puis la CS-420 ou en télécabine directement depuis La Massana (depuis 2004).
La station de Arinsal est également située à 1 900 m en hauteur du village de Arinsal situé à 1 475 m. Elle est accessible depuis La Massana et Arinsal par la CG-4 puis la CS-413 ou en télécabine/télésiège directement depuis Arinsal.
Le domaine est frontalier avec l'Espagne par la commune d'Alins (comarque de Pallars Sobirà) et est séparée par le Port de Cabús.

## Histoire
En 1973 est créé le domaine d'Arinsal par Josep Serra, mais ce dernier doit le céder au comu de La Massana pour des raisons financières.
En 1983, une initiative publique fait naitre le domaine de Pal ainsi que celui d'Ordino Arcalís. Josep Serra est alors le premier à faire de la publicité pour sa station, ce qui attire les écoles et surtout des touristes anglais.
Jusqu'en 2000, les deux stations Arinsal et Pal sont indépendantes mais elle se rapprochent avec l'inauguration du téléphérique Tph50 de type Doppelmayr, qui permet de passer d'une station à l'autre.
En 2004, la station Pal-Arinsal se rapproche de la station d'Ordino Arcalís pour former le domaine skiable Vallnord et prend alors le nom de Vallnord - Pal Arinsal. Cette même année, le télécabine depuis la Massana (2S de la Massana) est inauguré, ce qui permet d'arriver à la station de Pal sans monter obligatoirement par la route.
En 2018, la station d'Ordino Arcalís quitte le domaine Vallnord pour se rapprocher de Grandvalira.
En 2022, elle imite la station d'Ordino-Arcalis et rejoint le domaine Grandvalira Resorts qui regroupe l'ensemble des stations andorannes.

## Infrastructures
Domaine skiable
| Secteur                     | Pal       | Arinsal |
| --------------------------- | --------- | ------- |
| Nombre de pistes            | 26        | 18      |
| Vertes Bleues Rouges Noires | 2 11 12 1 | 4 7 5 2 |
| Nombre de remontées         | 20        | 11      |
| Autres                      | Snowpark  |         |

Bike Park
Créé en 2005, le bike park de Vallnord (Vallnord Bike Park La Massana ou Vallnord Pal Arinsal) est situé dans la station de Pal-Arinsal.
Ouvert de juin en octobre, la station VTT compte plus de 40 km de circuits répartis sur 29 circuits de différents niveaux :
- 21 circuits de descente
- 2 d’enduro
- 4 de cross- country
- 1 de four-cross
- 1 de e-bike.
- Zone d’entraînements
- Kids Bike Park
- 1 Pump Track.

Ce site a accueilli de nombreuses étapes de la Coupe du monde de VTT et notamment de VTT cross-country et descente depuis 2008. La station a également organisé les championnats du monde de VTT et de trial en septembre 2015.

## Cyclisme sur route
La station de Pal-Arinsal voit de nombreuses arrivées de courses cyclistes notamment l'arrivée d'une étape du Tour de Catalogne en 1997 (Station de Pal), 2002 (Station de Pal), 2004 (Coll de Pal), 2005 (Pal Arinsal), 2007 (Vallnord Arinsal), 2009 (Vallnord Pal) et 2011 (Andorra Vallnord).

### Tour de France
Le 19 juillet 1993, la montée de Pal constitue l'arrivée de la 15e étape du Tour de France 1993 partie de Perpignan. Elle est remportée par le Colombien Oliverio Rincón après 231,5 km de course.
| Édition             | N°        | Étape                             | Vainqueur de l'étape |
| ------------------- | --------- | --------------------------------- | -------------------- |
| Tour de France 1993 | 15e étape | Perpignan - Andorre Montée de Pal | Oliverio Rincón      |

### Vuelta
| Édition | N°        | Étape                                                 | Vainqueur de l'étape |
| ------- | --------- | ----------------------------------------------------- | -------------------- |
| 2010    | 11e étape | Vilanova i la Geltrú - Andorra (Vallnord/secteur Pal) | Igor Antón           |
| 2023    | 3e étape  | Súria - Arinsal                                       | Remco Evenepoel      |